# Ришар, Зинаида Иосифовна
Зинаи́да Мера́нт, урождённая Риша́р (фр. Zina Richard, Zina Mérante; 1832 — 13 сентября 1890) — артистка балета и педагог. Дочь артистов балета Д. С. Лопухиной и Жозефа Ришара, приехавшего в Россию в 1823 году по приглашению управляющего конторой Московских Императорских театров Ф. Ф. Кокошкина вместе со своей родственницей (сестрой либо племянницей) Фелицатой Гюллень-Сор. Супруга балетмейстера Луи Меранта.

## Биография
Окончила Петербургское театральное училище. Возможно, что дебютировала на сцене в возрасте 14 лет в 1846 году в Париже, в театре Порт-Сен-Мартен в балете Рагена (Ragaine) «Трильби». В 1850—1856 годах выступала на сцене петербургского Большого театра.
После того, как в 1853 году Петербург покинула Карлотта Гризи, к Ришар перешли её партии в балетах «Наяда и рыбак», «Сильфида» и «Война женщин».

Ришар и Прихунова заняли главные роли в некоторых балетах <…> Обе оказались ничуть не хуже многих иностранных балерин, выписываемых за большие деньги.— А. И. Вольф:93.
В 1856 году взяла отпуск в конторе Императорских театров для поездки за границу. Продлевала его несколько раз, однако в Санкт-Петербург более не вернулась. Дебютировала в Париже в Императорской Опере 12 января 1857 года, исполнив на сцене театра Ле Пелетье pas de deux в опере Верди «Трубадур». В октябре заменила Амалию Феррарис в опере Д.-Ф. Обера «Бронзовый конь» и имела большой успех, что было отмечено Гектором Берлиозом в рецензии для Journal des débats.
В следующем году гастролировала в Лондоне на сцене театра «Ковент-Гарден».
До замужества выступала в Европе под именем «Мадемуазель Зина». 26 июля 1861 года вышла замуж за танцовщика и балетмейстера Луи Меранта, после чего стала выступать как Зина Мерант.
Была солисткой Парижской оперы до 1863 года, в 1864 году выступала в Марселе, затем танцевала в Лондоне и Милане. В 1867 году вернулась в Париж, где участвовала в водевиле-феерии «Лесная лань» (театр Порт-Сен-Мартен, хореограф — Анри Жюстаман). В 1869 году подписала ангажемент с каирской Хедивской оперой.
После окончания танцевальной карьеры с 1871 года преподавала в младших классах балетной школы Парижской Оперы, заменив на этой должности мадам Доменик, к которой перешёл класс усовершенствования балерин. Затем также вела классы артистов: сначала у кадрилей, затем у корифеек, а начиная с 1879 года — у первых танцовщиц, заменив мадам Доменик.

## Репертуар
Санкт-Петербург
- Власта (?) — «Война женщин, или Амазонки девятого века» Ж. Перро
- Сильфида — «Сильфида» Ф. Тальони
- Ундина — «Наяда и рыбак» Ж. Перро

Париж
- 12 января 1857 — «Трубадур», опера Верди (pas de deux в хореографии Л. Петипа)
- октябрь 1857 — «Бронзовый конь[англ.]», опера Д.-Ф. Обера (хореография Л. Петипа)
- Кати — «Маркитантка» А. Сен-Леона
- Корзинщица — «Своенравная жена[фр.]» Ж. Мазилье
- Жизель — «Жизель» Ж. Перро и Ж. Коралли
- Призрак аббатисы Елены — «Роберт-дьявол» Мейербера (хореография Ф. Тальони)
- ? — «Марко Спада, или Дочь бандита» Ж. Мазилье